# Seligersee
Der Seligersee (russisch озеро Селигер/osero Seliger) ist der größte See der Waldaihöhen.

## Lage
Der größte Teil des Sees gehört zur Oblast Twer im nordwestlichen Teil der Region Zentralrussland. Der äußerste Norden gehört zur Oblast Nowgorod in der Region Nordwestrussland. Er liegt auf einer Höhe von 205 m, umfasst 212 km² und hat rund 160 Inseln. Die größte Insel ist Chatschin, weitere bedeutende Inseln sind Gorodomlja und Stolobny. Der See erreicht eine durchschnittliche Wassertiefe von 5,8 m.
Der Seligersee liegt in der waldreichen und hügeligen Landschaft der Waldaihöhen, in denen die drei großen Flüsse Dnepr, Düna und Wolga entspringen.  Aufgrund seiner reichen Flora und Fauna wurde der See zum Naturschutzgebiet erklärt. Die einzige Stadt am Ufer des Sees ist Ostaschkow.
Der See ist als Ausflugsziel und Sommerfrische beliebt. Eine Sehenswürdigkeit ist das Nilow-Kloster auf der Insel Stolobny.

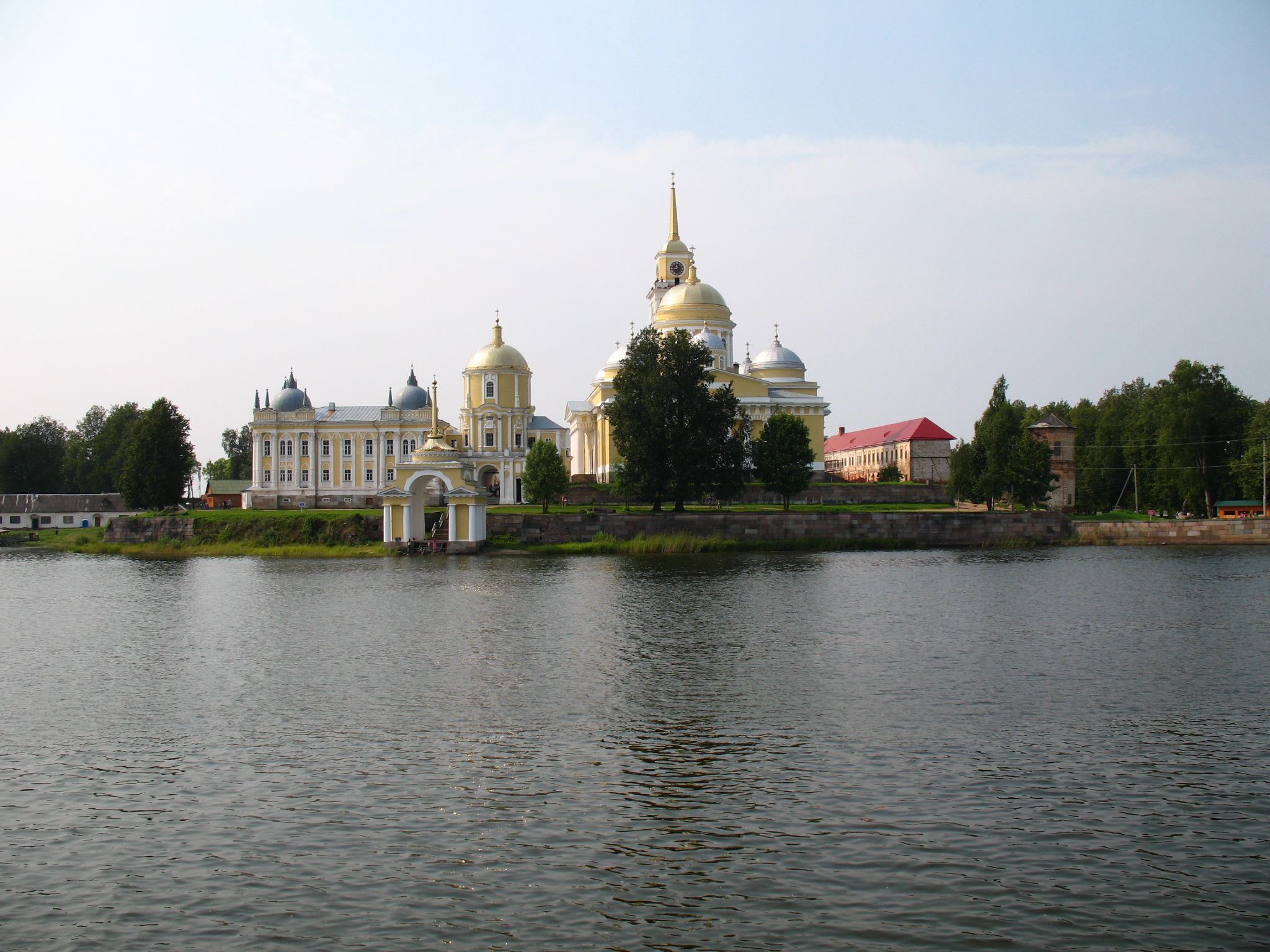
Ansicht von Ostaschkow
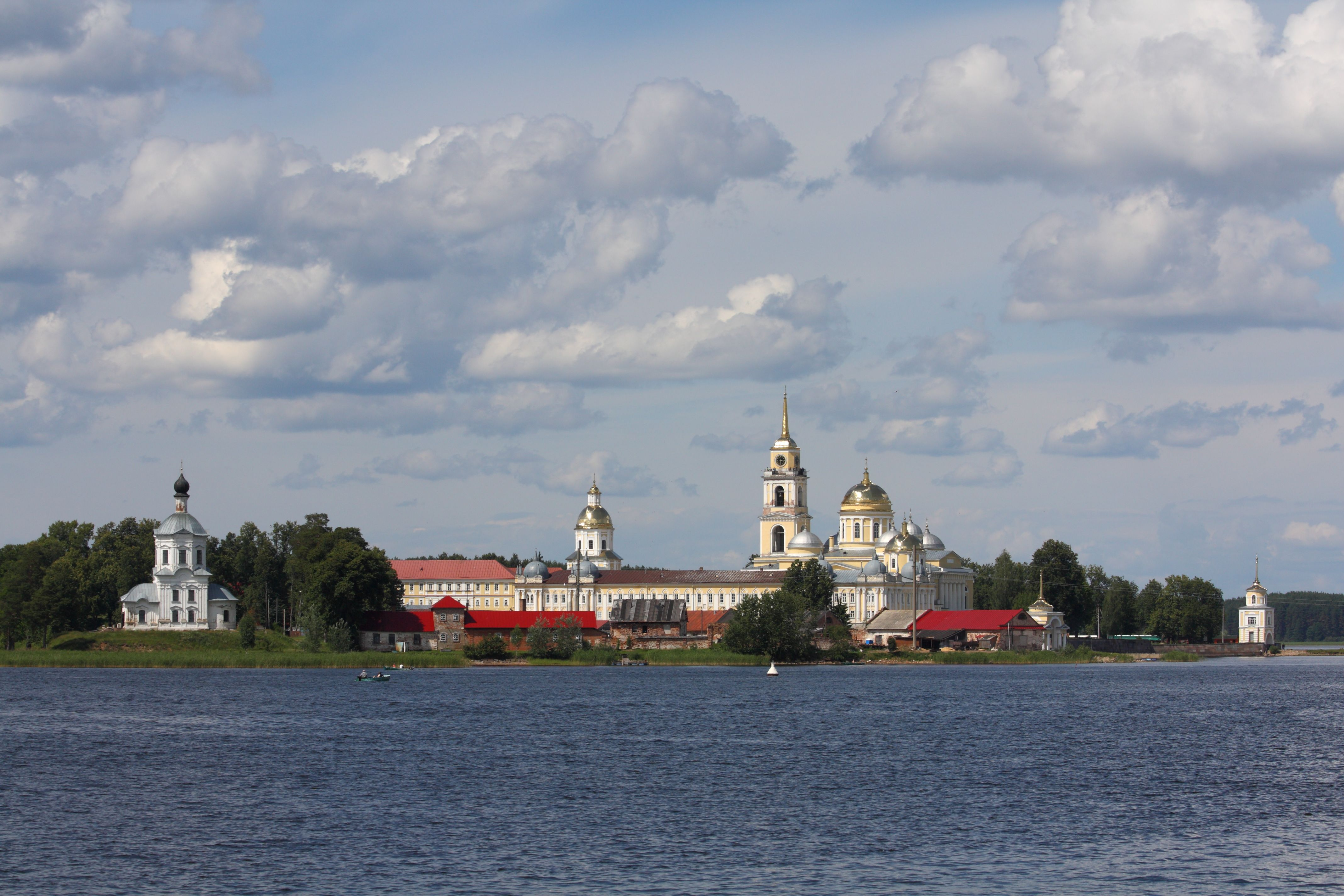
Blick auf das Nilow-Kloster
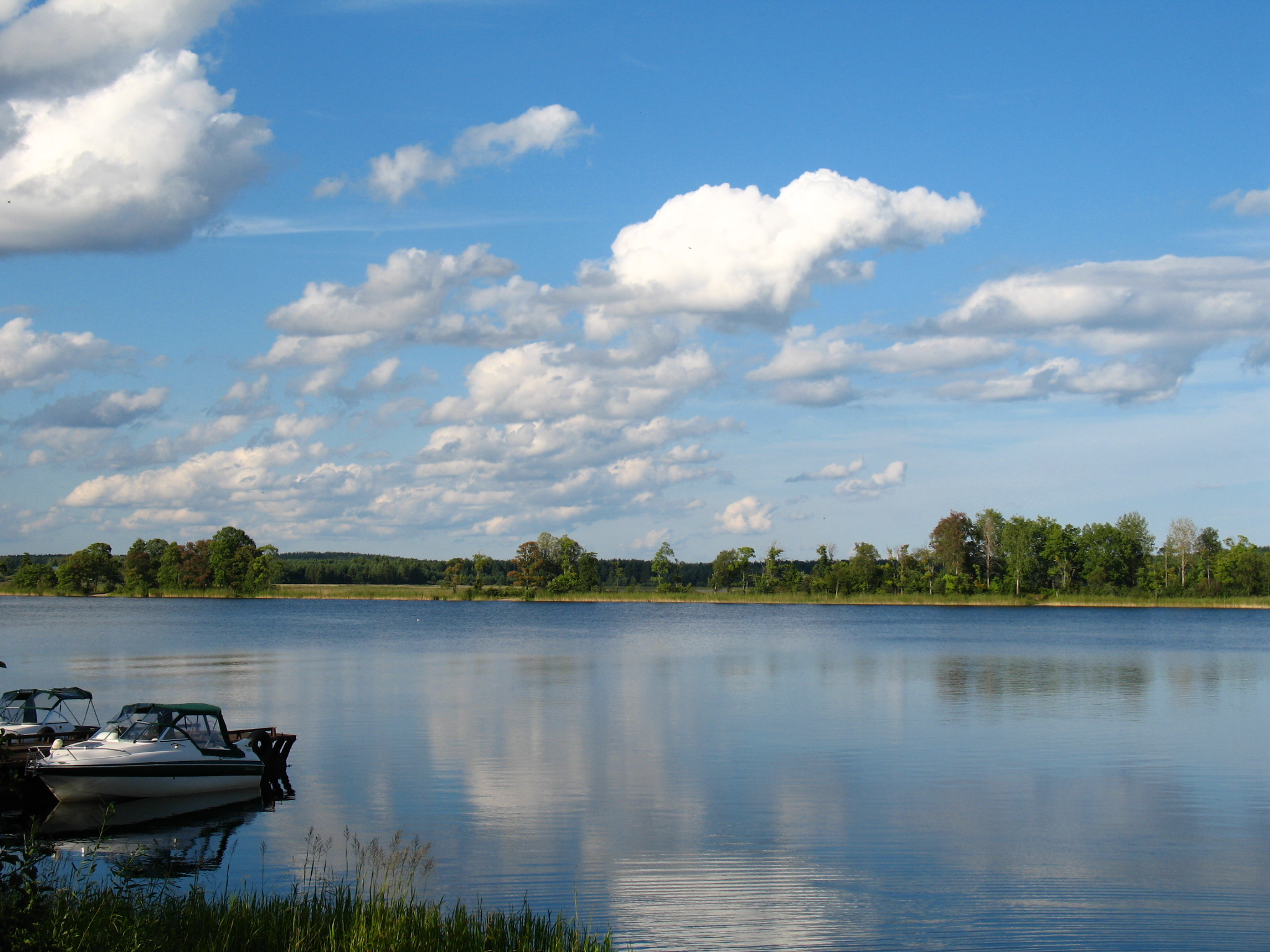
Seligersee, Pier bei Falcon

## Geschichte
Auf der Insel Gorodomlja (russ. Городомля) wurde 1928 eine biologische Forschungsstation eingerichtet, in der u. a. an der Maul- und Klauenseuche geforscht wurde. In der Zeit von 1939 bis 1941 wurde das Nilow-Kloster vom NKWD als Kriegsgefangenenlager genutzt. Die meisten der überwiegend polnischen Insassen wurden 1940 in Twer ermordet, was als Teil des Massakers von Katyn bekannt ist, und in Mednoje beerdigt.
Ab 1946 wurde hier die Filiale 1 des Forschungs- und Entwicklungsinstituts für Weltraumraketen NII-88 (russ. НИИ-88, научно-исследовательский институт) unter der Leitung von Sergei Koroljow eingerichtet. Von November 1946 bis November 1953 waren auf der Insel zeitweise mehr als 160 deutsche Raketeningenieure zusammen mit ihren Familien interniert, die im Rahmen der Aktion Ossawakim an der Weiterentwicklung von ballistischen Flüssigkeitsraketen arbeiteten. Der bedeutendste war Helmut Gröttrup, der bereits an der Heeresversuchsanstalt Peenemünde unter Wernher von Braun an der Entwicklung des Aggregat 4 (A4) beteiligt war. Aus diesem Grund erlangte die Insel gewisse Berühmtheit in der Geschichte der Raumfahrt. Bis heute ist die Insel mit der auf ihr befindlichen Siedlung Solnetschny eines der Geschlossenen administrativ-territorialen Gebilde (SATO) Russlands. Das Werk Stern (russ. Звезда), das zur staatlichen russischen Weltraumorganisation Roskosmos (russ. Роскосмос) gehört, entstand aus der Filiale 1 des NII-88 und fertigt dort seit 1958 hochpräzise Kreiselinstrumente und Beschleunigungsmesser für Flugzeuge und Raumfahrt.
Seit 2005 findet jährlich am Ufer des Sees das Jugendtreffen Seliger statt, das zunächst von der regierungstreuen Jugendorganisation Naschi veranstaltet wurde und seit 2010 von der staatlichen Agentur für Jugendangelegenheiten Rosmolodjosch organisiert wird.

## Etymologie
Der Name „Seliger See“ taucht unter dem Namen „Sereger“ in russischen Chroniken des XII – XIII Jahrhunderts erstmals auf.
Der Name des Seliger-See (altrussische Form „Seregѣr“) ist wahrscheinlich Balto-finnischen Ursprungs, aber die spezifische Etymologie bleibt umstritten. Pogodin und Popov argumentieren, dass der Name vom finnischen „Selkäjärvi“ stammt. Kalima und Vasmer vermuten, dass der Name des Sees vom finnischen „Särkijärvi“ stammt. Die beiden Versionen schließen sich gegenseitig aus und haben auch gewisse phonetische Schwierigkeiten. Der Ursprung des Namens des Seliger-See bleibt umstritten, auch durch die Schwierigkeit der Unterscheidung der baltisch-finnischen von anderen Ostsee-Sprachen in der Region.
Es gibt auch Spekulationen, dass der Name des Sees eine nordgermanische Herkunft hat (séligr, sjáligr „berühmt, schön“).